# Seznam olympijských medailistů v biatlonu
Biatlon se na zimních olympijských hrách objevil poprvé v roce 1960 ve Squaw Valley a to pouze s jednou disciplínou – individuálním závodem mužů (závod jednotlivců). Závody žen byly do programu zimních olympijských her zařazeny až v roce 1992 v Albertville.

## Muži

### Vytrvalostní závod (20 km)
Vytrvalostní závod mužů (závod jednotlivců) byl do programu zařazen v roce ZOH 1960, stal se tak vůbec první oficiální biatlonovou disciplínou.

| Rok                     | Zlato                                                      | Stříbro                                                              | Bronz                                                 |
| ----------------------- | ---------------------------------------------------------- | -------------------------------------------------------------------- | ----------------------------------------------------- |
| ZOH 1960 Squaw Valley   | Klas Lestander · Švédsko (SWE)                             | Antti Tyrväinen · Finsko (FIN)                                       | Alexandr Privalov · Sovětský svaz (URS)               |
| ZOH 1964 Innsbruck      | Vladimir Melanin · Sovětský svaz (URS)                     | Alexandr Privalov · Sovětský svaz (URS)                              | Olav Jordet · Norsko (NOR)                            |
| ZOH 1968 Grenoble       | Magnar Solberg · Norsko (NOR)                              | Alexandr Tichonov · Sovětský svaz (URS)                              | Vladimir Gundarcev · Sovětský svaz (URS)              |
| ZOH 1972 Sapporo        | Magnar Solberg · Norsko (NOR)                              | Hansjörg Knauthe · Německá demokratická republika (GDR)              | Lars-Göran Arwidsson · Švédsko (SWE)                  |
| ZOH 1976 Innsbruck      | Nikolaj Kruglov · Sovětský svaz (URS)                      | Heikki Ikola · Finsko (FIN)                                          | Alexandr Jelizarov · Sovětský svaz (URS)              |
| ZOH 1980 Lake Placid    | Anatolij Aljabjev · Sovětský svaz (URS)                    | Frank Ullrich · Německá demokratická republika (GDR)                 | Eberhard Rösch · Německá demokratická republika (GDR) |
| ZOH 1984 Sarajevo       | Peter Angerer · Západní Německo (FRG)                      | Frank-Peter Roetsch · Německá demokratická republika (GDR)           | Eirik Kvalfoss · Norsko (NOR)                         |
| ZOH 1988 Calgary        | Frank-Peter Roetsch · Německá demokratická republika (GDR) | Valerij Medvedcev · Sovětský svaz (URS)                              | Johann Passler · Itálie (ITA)                         |
| ZOH 1992 Albertville    | Jevgenij Redkin · Sjednocený tým (EUN)                     | Mark Kirchner · Německo (GER)                                        | Mikael Löfgren · Švédsko (SWE)                        |
| ZOH 1994 Lillehammer    | Sergej Tarasov · Rusko (RUS)                               | Frank Luck · Německo (GER)                                           | Sven Fischer · Německo (GER)                          |
| ZOH 1998 Nagano         | Halvard Hanevold · Norsko (NOR)                            | Pieralberto Carrara · Itálie (ITA)                                   | Alexej Ajdarov · Bělorusko (BLR)                      |
| ZOH 2002 Salt Lake City | Ole Einar Bjørndalen · Norsko (NOR)                        | Frank Luck · Německo (GER)                                           | Viktor Majgurov · Rusko (RUS)                         |
| ZOH 2006 Turín          | Michael Greis · Německo (GER)                              | Ole Einar Bjørndalen · Norsko (NOR)                                  | Halvard Hanevold · Norsko (NOR)                       |
| ZOH 2010 Vancouver      | Emil Hegle Svendsen · Norsko (NOR)                         | Ole Einar Bjørndalen · Norsko (NOR) Sergej Novikov · Bělorusko (BLR) | medaile neudělena                                     |
| ZOH 2014 Soči           | Martin Fourcade · Francie (FRA)                            | Erik Lesser · Německo (GER)                                          | Jevgenij Garaničev · Rusko (RUS)                      |
| ZOH 2018 Pchjongčchang  | Johannes Thingnes Bø · Norsko (NOR)                        | Jakov Fak · Slovinsko (SLO)                                          | Dominik Landertinger · Rakousko (AUT)                 |
| ZOH 2022 Peking         | Quentin Fillon Maillet · Francie (FRA)                     | Anton Smolski · Bělorusko (BLR)                                      | Johannes Thingnes Bø · Norsko (NOR)                   |

### Sprint (10 km)
Sprint mužů byl do programu zařazen poprvé v roce 1980.

| Rok                     | Zlato                                                      | Stříbro                                 | Bronz                                                 |
| ----------------------- | ---------------------------------------------------------- | --------------------------------------- | ----------------------------------------------------- |
| ZOH 1980 Lake Placid    | Frank Ullrich · Německá demokratická republika (GDR)       | Vladimir Alikin · Sovětský svaz (URS)   | Anatolij Aljabjev · Sovětský svaz (URS)               |
| ZOH 1984 Sarajevo       | Eirik Kvalfoss · Norsko (NOR)                              | Peter Angerer · Západní Německo (FRG)   | Matthias Jacob · Německá demokratická republika (GDR) |
| ZOH 1988 Calgary        | Frank-Peter Roetsch · Německá demokratická republika (GDR) | Valerij Medvedcev · Sovětský svaz (URS) | Sergej Čepikov · Sovětský svaz (URS)                  |
| ZOH 1992 Albertville    | Mark Kirchner · Německo (GER)                              | Ricco Groß · Německo (GER)              | Harri Eloranta · Finsko (FIN)                         |
| ZOH 1994 Lillehammer    | Sergej Čepikov · Rusko (RUS)                               | Ricco Groß · Německo (GER)              | Sergej Tarasov · Rusko (RUS)                          |
| ZOH 1998 Nagano         | Ole Einar Bjørndalen · Norsko (NOR)                        | Frode Andresen · Norsko (NOR)           | Ville Räikkönen · Finsko (FIN)                        |
| ZOH 2002 Salt Lake City | Ole Einar Bjørndalen · Norsko (NOR)                        | Sven Fischer · Německo (GER)            | Wolfgang Perner · Rakousko (AUT)                      |
| ZOH 2006 Turín          | Sven Fischer · Německo (GER)                               | Halvard Hanevold · Norsko (NOR)         | Frode Andresen · Norsko (NOR)                         |
| ZOH 2010 Vancouver      | Vincent Jay · Francie (FRA)                                | Emil Hegle Svendsen · Norsko (NOR)      | Jakov Fak · Chorvatsko (CRO)                          |
| ZOH 2014 Soči           | Ole Einar Bjørndalen · Norsko (NOR)                        | Dominik Landertinger · Rakousko (AUT)   | Jaroslav Soukup · Česko (CZE)                         |
| ZOH 2018 Pchjongčchang  | Arnd Peiffer · Německo (GER)                               | Michal Krčmář · Česko (CZE)             | Dominik Windisch · Itálie (ITA)                       |
| ZOH 2022 Peking         | Johannes Thingnes Bø · Norsko (NOR)                        | Quentin Fillon Maillet · Francie (FRA)  | Tarjei Bø · Norsko (NOR)                              |

### Stíhací závod (12,5 km)
Stíhací závod žen byl do programu zařazen poprvé v roce 2002.

| Rok                     | Zlato                                  | Stříbro                              | Bronz                                  |
| ----------------------- | -------------------------------------- | ------------------------------------ | -------------------------------------- |
| ZOH 2002 Salt Lake City | Ole Einar Bjørndalen · Norsko (NOR)    | Raphaël Poirée · Francie (FRA)       | Ricco Groß · Německo (GER)             |
| ZOH 2006 Turín          | Vincent Defrasne · Francie (FRA)       | Ole Einar Bjørndalen · Norsko (NOR)  | Sven Fischer · Německo (GER)           |
| ZOH 2010 Vancouver      | Björn Ferry · Švédsko (SWE)            | Christoph Sumann · Rakousko (AUT)    | Vincent Jay · Francie (FRA)            |
| ZOH 2014 Soči           | Martin Fourcade · Francie (FRA)        | Ondřej Moravec · Česko (CZE)         | Jean-Guillaume Béatrix · Francie (FRA) |
| ZOH 2018 Pchjongčchang  | Martin Fourcade · Francie (FRA)        | Sebastian Samuelsson · Švédsko (SWE) | Benedikt Doll · Německo (GER)          |
| ZOH 2022 Peking         | Quentin Fillon Maillet · Francie (FRA) | Tarjei Bø · Norsko (NOR)             | Eduard Latypov · Sportovci ROV (ROC)   |

### Závod s hromadným startem (15 km)
Závod s hromadným startem byl do programu zařazen poprvé v roce 2006.

| Rok                    | Zlato                               | Stříbro                           | Bronz                                     |
| ---------------------- | ----------------------------------- | --------------------------------- | ----------------------------------------- |
| ZOH 2006 Turín         | Michael Greis · Německo (GER)       | Tomasz Sikora · Polsko (POL)      | Ole Einar Bjørndalen · Norsko (NOR)       |
| ZOH 2010 Vancouver     | Jevgenij Usťugov · Rusko (RUS)      | Martin Fourcade · Francie (FRA)   | Pavol Hurajt · Slovensko (SVK)            |
| ZOH 2014 Soči          | Emil Hegle Svendsen · Norsko (NOR)  | Martin Fourcade · Francie (FRA)   | Ondřej Moravec · Česko (CZE)              |
| ZOH 2018 Pchjongčchang | Martin Fourcade · Francie (FRA)     | Simon Schempp · Německo (GER)     | Emil Hegle Svendsen · Norsko (NOR)        |
| ZOH 2022 Peking        | Johannes Thingnes Bø · Norsko (NOR) | Martin Ponsiluoma · Švédsko (SWE) | Vetle Sjåstad Christiansen · Norsko (NOR) |

### Štafetový závod (4 × 7,5 km)
Štafeta mužů byla do programu zařazena poprvé v roce 1968.

| Rok                     | Zlato                                                                                               | Stříbro                                                                                              | Bronz |
| ----------------------- | --------------------------------------------------------------------------------------------------- | --- | --- |
| ZOH 1968 Grenoble       | Sovětský svaz (URS) · Alexandr Tichonov · Nikolaj Puzanov · Viktor Mamatov · Vladimir Gundarcev     | Norsko (NOR) · Ola Wærhaug · Olav Jordet · Magnar Solberg · Jon Istad                                | Švédsko (SWE) · Lars-Göran Arwidsson · Tore Eriksson · Olle Petrusson · Holmfrid Olsson                    |
| ZOH 1972 Sapporo        | Sovětský svaz (URS) · Alexandr Tichonov · Rinnat Safin · Ivan Bjakov · Viktor Mamatov               | Finsko (FIN) · Esko Saira · Juhani Suutarinen · Heikki Ikola · Mauri Röppänen                        | Německá demokratická republika (GDR) · Hansjörg Knauthe · Joachim Meischner · Dieter Speer · Horst Koschka |
| ZOH 1976 Innsbruck      | Sovětský svaz (URS) · Alexandr Jelizarov · Ivan Bjakov · Nikolaj Kruglov · Alexandr Tichonov        | Finsko (FIN) · Henrik Flöjt · Esko Saira · Juhani Suutarinen · Heikki Ikola                          | Německá demokratická republika (GDR) · Karl-Heinz Menz · Frank Ullrich · Manfred Beer · Manfred Geyer      |
| ZOH 1980 Lake Placid    | Sovětský svaz (URS) · Vladimir Alikin · Alexandr Tichonov · Vladimir Barnachov · Anatolij Aljabjev  | Německá demokratická republika (GDR) · Mathias Jung · Klaus Siebert · Frank Ullrich · Eberhard Rösch | Západní Německo (FRG) · Franz Bernreiter · Hans Estner · Peter Angerer · Gerd Winkler                      |
| ZOH 1984 Sarajevo       | Sovětský svaz (URS) · Dmitri Vasiljev · Juri Kaškarov · Algimantas Šalna · Sergej Bulygin           | Norsko (NOR) · Odd Lirhus · Eirik Kvalfoss · Rolf Storsveen · Kjell Søbak                            | Západní Německo (FRG) · Ernst Reiter · Walter Pichler · Peter Angerer · Friedrich Fischer                  |
| ZOH 1988 Calgary        | Sovětský svaz (URS) · Dmitri Vasiljev · Sergej Čepikov · Alexandr Popov · Valerij Medvedcev         | Západní Německo (FRG) · Ernst Reiter · Stefan Höck · Peter Angerer · Friedrich Fischer               | Itálie (ITA) · Werner Kiem · Gottlieb Taschler · Johann Passler · Andreas Zingerle                         |
| ZOH 1992 Albertville    | Německo (GER) · Ricco Groß · Jens Steinigen · Mark Kirchner · Friedrich Fischer                     | Sjednocený tým (EUN) · Valerij Medvedcev · Alexandr Popov · Valerij Kirijenko · Sergej Čepikov       | Švédsko (SWE) · Ulf Johansson · Leif Andersson · Tord Wiksten · Mikael Löfgren                             |
| ZOH 1994 Lillehammer    | Německo (GER) · Ricco Groß · Frank Luck · Mark Kirchner · Sven Fischer                              | Rusko (RUS) · Valerij Kirijenko · Vladimir Dračov · Sergej Tarasov · Sergej Čepikov                  | Francie (FRA) · Thierry Dusserre · Patrice Bailly-Salins · Lionel Laurent · Hervé Flandin                  |
| ZOH 1998 Nagano         | Německo (GER) · Ricco Groß · Peter Sendel · Sven Fischer · Frank Luck                               | Norsko (NOR) · Egil Gjelland · Halvard Hanevold · Dag Bjørndalen · Ole Einar Bjørndalen              | Rusko (RUS) · Pavel Muslimov · Vladimir Dračov · Sergej Tarasov · Viktor Majgurov                          |
| ZOH 2002 Salt Lake City | Norsko (NOR) · Halvard Hanevold · Frode Andresen · Egil Gjelland · Ole Einar Bjørndalen             | Německo (GER) · Ricco Groß · Peter Sendel · Sven Fischer · Frank Luck                                | Francie (FRA) · Gilles Marguet · Vincent Defrasne · Julien Robert · Raphaël Poirée                         |
| ZOH 2006 Turín          | Německo (GER) · Ricco Groß · Michael Rösch · Sven Fischer · Michael Greis                           | Rusko (RUS) · Ivan Čerezov · Sergej Čepikov · Pavel Rostovcev · Nikolaj Kruglov                      | Francie (FRA) · Julien Robert · Vincent Defrasne · Ferréol Cannard · Raphaël Poirée                        |
| ZOH 2010 Vancouver      | Norsko (NOR) · Halvard Hanevold · Tarjei Bø · Emil Hegle Svendsen · Ole Einar Bjørndalen            | Rakousko (AUT) · Simon Eder · Daniel Mesotitsch · Dominik Landertinger · Christoph Sumann            | Rusko (RUS) · Ivan Čerezov · Anton Šipulin · Maxim Čudov · Jevgenij Usťugov                                |
| ZOH 2014 Soči           | Rusko (RUS) · Alexej Volkov · Jevgenij Usťugov · Dmitrij Malyško · Anton Šipulin                    | Německo (GER) · Erik Lesser · Daniel Böhm · Arnd Peiffer · Simon Schempp                             | Rakousko (AUT) · Christoph Sumann · Daniel Mesotitsch · Simon Eder · Dominik Landertinger                  |
| ZOH 2018 Pchjongčchang  | Švédsko (SWE) · Peppe Femling · Jesper Nelin · Sebastian Samuelsson · Fredrik Lindström             | Norsko (NOR) · Lars Helge Birkeland · Tarjei Bø · Johannes Thingnes Bø · Emil Hegle Svendsen         | Německo (GER) · Erik Lesser · Benedikt Doll · Arnd Peiffer · Simon Schempp                                 |
| ZOH 2022 Peking         | Norsko (NOR) · Sturla Holm Laegreid · Tarjei Bø · Johannes Thingnes Bø · Vetle Sjåstad Christiansen | Francie (FRA) · Florian Claude · Émilien Jacquelin · Simon Desthieux · Quentin Fillon Maillet        | Sportovci ROV (ROC) · Said Karimulla Chalili · Alexandr Loginov · Maxim Cvetkov · Eduard Latypov           |

## Ženy

### Vytrvalostní závod (15 km)
Vytrvalostní závod žen (závod jednotlivkyň) byl do programu zařazen poprvé v roce 1992.

| Rok                     | Zlato                                | Stříbro                                             | Bronz                                      |
| ----------------------- | ------------------------------------ | --------------------------------------------------- | ------------------------------------------ |
| ZOH 1992 Albertville    | Antje Harveyová · Německo (GER)      | Světlana Pečerská-Davidovová · Sjednocený tým (EUN) | Myriam Bédardová · Kanada (CAN)            |
| ZOH 1994 Lillehammer    | Myriam Bédardová · Kanada (CAN)      | Anne Briandová · Francie (FRA)                      | Uschi Dislová · Německo (GER)              |
| ZOH 1998 Nagano         | Ekaterina Dafovská · Bulharsko (BUL) | Olena Petrovová · Ukrajina (UKR)                    | Uschi Dislová · Německo (GER)              |
| ZOH 2002 Salt Lake City | Andrea Henkelová · Německo (GER)     | Liv Grete Skjelbreidová Poiréeová · Norsko (NOR)    | Magdalena Forsbergová · Švédsko (SWE)      |
| ZOH 2006 Turín          | Světlana Išmuratovová · Rusko (RUS)  | Martina Glagowová · Německo (GER)                   | Albina Achatovová · Rusko (RUS)            |
| ZOH 2010 Vancouver      | Tora Bergerová · Norsko (NOR)        | Jelena Chrustalevová · Kazachstán (KAZ)             | Darja Domračevová · Bělorusko (BLR)        |
| ZOH 2014 Soči           | Darja Domračevová · Bělorusko (BLR)  | Selina Gasparinová · Švýcarsko (SUI)                | Naděžda Skardinová · Bělorusko (BLR)       |
| ZOH 2018 Pchjongčchang  | Hanna Öbergová · Švédsko (SWE)       | Anastasia Kuzminová · Slovensko (SVK)               | Laura Dahlmeierová · Německo (GER)         |
| ZOH 2022 Peking         | Denise Herrmannová · Německo (GER)   | Anaïs Chevalierová-Bouchetová · Francie (FRA)       | Marte Olsbuová Røiselandová · Norsko (NOR) |

### Sprint (7,5 km)
Sprint žen byl do programu zařazen poprvé v roce 1992.

| Rok                     | Zlato                                         | Stříbro                                         | Bronz                                         |
| ----------------------- | --------------------------------------------- | ----------------------------------------------- | --------------------------------------------- |
| ZOH 1992 Albertville    | Anfisa Rezcovová · Sjednocený tým (EUN)       | Antje Harveyová · Německo (GER)                 | Jelena Bělovová · Sjednocený tým (EUN)        |
| ZOH 1994 Lillehammer    | Myriam Bédardová · Kanada (CAN)               | Světlana Paramyginová · Bělorusko (BLR)         | Valentina Čerbeová-Nessinová · Ukrajina (UKR) |
| ZOH 1998 Nagano         | Galina Kuklevová · Rusko (RUS)                | Uschi Dislová · Německo (GER)                   | Katrin Apelová · Německo (GER)                |
| ZOH 2002 Salt Lake City | Kati Wilhelmová · Německo (GER)               | Uschi Dislová · Německo (GER)                   | Magdalena Forsbergová · Švédsko (SWE)         |
| ZOH 2006 Turín          | Florence Baverelová-Robertová · Francie (FRA) | Anna Carin Olofssonová-Zideková · Švédsko (SWE) | Lilia Jefremovová · Ukrajina (UKR)            |
| ZOH 2010 Vancouver      | Anastasia Kuzminová · Slovensko (SVK)         | Magdalena Neunerová · Německo (GER)             | Marie Dorinová · Francie (FRA)                |
| ZOH 2014 Soči           | Anastasia Kuzminová · Slovensko (SVK)         | Olga Viluchinová · Rusko (RUS)                  | Vita Semerenková · Ukrajina (UKR)             |
| ZOH 2018 Pchjongčchang  | Laura Dahlmeierová · Německo (GER)            | Marte Olsbuová · Norsko (NOR)                   | Veronika Vítková · Česko (CZE)                |
| ZOH 2022 Peking         | Marte Olsbuová Røiselandová · Norsko (NOR)    | Elvira Öbergová · Švédsko (SWE)                 | Dorothea Wiererová · Itálie (ITA)             |

### Stíhací závod (10 km)
Stíhací závod žen byl do programu zařazen poprvé v roce 2002.

| Rok                     | Zlato                                      | Stříbro                               | Bronz                                 |
| ----------------------- | ------------------------------------------ | ------------------------------------- | ------------------------------------- |
| ZOH 2002 Salt Lake City | Olga Medvedcevová · Rusko (RUS)            | Kati Wilhelmová · Německo (GER)       | Irina Nikulčinová · Bulharsko (BUL)   |
| ZOH 2006 Turín          | Kati Wilhelmová · Německo (GER)            | Martina Glagowová · Německo (GER)     | Albina Achatovová · Rusko (RUS)       |
| ZOH 2010 Vancouver      | Magdalena Neunerová · Německo (GER)        | Anastasia Kuzminová · Slovensko (SVK) | Marie-Laure Brunetová · Francie (FRA) |
| ZOH 2014 Soči           | Darja Domračevová · Bělorusko (BLR)        | Tora Bergerová · Norsko (NOR)         | Teja Gregorinová · Slovinsko (SLO)    |
| ZOH 2018 Pchjongčchang  | Laura Dahlmeierová · Německo (GER)         | Anastasia Kuzminová · Slovensko (SVK) | Anaïs Bescondová · Francie (FRA)      |
| ZOH 2022 Peking         | Marte Olsbuová Røiselandová · Norsko (NOR) | Elvira Öbergová · Švédsko (SWE)       | Tiril Eckhoffová · Norsko (NOR)       |

### Závod s hromadným startem (12,5 km)
Závod s hromadným startem byl do programu zařazen poprvé v roce 2006.

| Rok                    | Zlato                                           | Stříbro                             | Bronz                                      |
| ---------------------- | ----------------------------------------------- | ----------------------------------- | ------------------------------------------ |
| ZOH 2006 Turín         | Anna Carin Olofssonová-Zideková · Švédsko (SWE) | Kati Wilhelmová · Německo (GER)     | Uschi Dislová · Německo (GER)              |
| ZOH 2010 Vancouver     | Magdalena Neunerová · Německo (GER)             | Olga Zajcevová · Rusko (RUS)        | Simone Hauswaldová · Německo (GER)         |
| ZOH 2014 Soči          | Darja Domračevová · Bělorusko (BLR)             | Gabriela Soukalová · Česko (CZE)    | Tiril Eckhoffová · Norsko (NOR)            |
| ZOH 2018 Pchjongčchang | Anastasia Kuzminová · Slovensko (SVK)           | Darja Domračevová · Bělorusko (BLR) | Tiril Eckhoffová · Norsko (NOR)            |
| ZOH 2022 Peking        | Justine Braisazová-Bouchetová · Francie (FRA)   | Tiril Eckhoffová · Norsko (NOR)     | Marte Olsbuová Røiselandová · Norsko (NOR) |

### Štafetový závod (4 × 6 km)
Štafeta žen byla do programu zařazena poprvé v roce 1992, kdy závodily tři závodnice na okruhu o dolce 7,5 km. Od následujících Her byla přidána do týmu jedna závodnice, čímž byla vytvořena klasická čtyřčlenná štafeta.Od roku 2006 byl ženský okruh zkrácen na 6 kilometrů.

| Rok                     | Zlato                                                                                                 | Stříbro | Bronz |
| ----------------------- | --- | --- | --- |
| ZOH 1992 Albertville    | Francie (FRA) · Corinne Niogretová · Véronique Claudelová · Anne Briandová                            | Německo (GER) · Uschi Dislová · Antje Harveyová · Petra Schaafová-Behleová                                               | Sjednocený tým (EUN) · Jelena Bělovová · Anfisa Rezcovová · Jelena Melnikovová                                               |
| ZOH 1994 Lillehammer    | Rusko (RUS) · Naděžda Talanovová · Natalja Snytinová · Luiza Noskovová · Anfisa Rezcovová             | Německo (GER) · Uschi Dislová · Antje Harveyová · Simone Greiner-Petter-Memmová · Petra Schaafová-Behleová               | Francie (FRA) · Corinne Niogretová · Véronique Claudelová · Delphine Heymannová · Anne Briandová                             |
| ZOH 1998 Nagano         | Německo (GER) · Uschi Dislová · Martina Zellnerová · Katrin Apelová · Petra Schaaf-Behleová           | Rusko (RUS) · Olga Melniková · Galina Kuklevová · Albina Achatovová · Olga Romasková                                     | Norsko (NOR) · Ann-Elen Skjelbreidová · Annette Sikvelandová · Gunn Margit Andreassenová · Liv Grete Skjelbreidová Poiréeová |
| ZOH 2002 Salt Lake City | Německo (GER) · Katrin Apelová · Uschi Dislová · Andrea Henkelová · Kati Wilhelmová                   | Norsko (NOR) · Ann-Elen Skjelbreidová · Linda Tjorhomová · Gunn Margit Andreassenová · Liv Grete Skjelbreidová Poiréeová | Rusko (RUS) · Olga Medvedcevová · Galina Kuklevová · Světlana Išmuratovová · Albina Achatovová                               |
| ZOH 2006 Turín          | Rusko (RUS) · Anna Bogalijová-Titovecová · Světlana Išmuratovová · Olga Zajcevová · Albina Achatovová | Německo (GER) · Martina Glagowová · Andrea Henkelová · Katrin Apelová · Kati Wilhelmová                                  | Francie (FRA) · Delphyne Perettová · Florence Baverelová-Robertová · Sylvie Becaertová · Sandrine Baillyová                  |
| ZOH 2010 Vancouver      | Rusko (RUS) · Světlana Slepcovová · Anna Bogalijová-Titovecová · Olga Medvedcevová · Olga Zajcevová   | Francie (FRA) · Marie-Laure Brunetová · Sylvie Becaertová · Marie Dorinová · Sandrine Baillyová                          | Německo (GER) · Kati Wilhelmová · Simone Hauswaldová · Martina Glagowová · Andrea Henkelová                                  |
| ZOH 2014 Soči           | Ukrajina (UKR) · Vita Semerenková · Julija Džymová · Valentyna Semerenková · Olena Pidhrušná          | Norsko (NOR) · Fanny Hornová Birkelandová · Tiril Eckhoffová · Ann Kristin Flatlandová · Tora Bergerová                  | Česko (CZE) · Eva Puskarčíková · Gabriela Soukalová · Jitka Landová · Veronika Vítková                                       |
| ZOH 2018 Pchjongčchang  | Bělorusko (BLR) · Naděžda Skardinová · Iryna Kryuková · Dzinara Alimbekavová · Darja Domračevová      | Švédsko (SWE) · Linn Perssonová · Mona Brorssonová · Anna Magnussonová · Hanna Öbergová                                  | Francie (FRA) · Anaïs Chevalierová · Marie Dorinová Habertová · Justine Braisazová · Anaïs Bescondová                        |
| ZOH 2022 Peking         | Švédsko (SWE) · Linn Perssonová · Mona Brorssonová · Hanna Öbergová · Elvira Öbergová                 | Sportovci ROV (ROC) · Irina Kazakevičová · Kristina Rezcovová · Světlana Mironovová · Uljana Nigmatullinová              | Německo (GER) · Vanessa Voigtová · Vanessa Hinzová · Franziska Preussová · Denise Herrmannová                                |

## Smíšené závody

### Smíšená štafeta
- Smíšená štafeta byla do programu zařazena poprvé v roce 2014 a první dva ročníky byly délky okruhu rozdílné pro muže a pro ženy. Ženský okruh byl dlouhý 6 km, zatímco mužský 7,5 km.[13]
- V roce 2022 byla délka okruhů sjednocena na 6 km.

| Rok                    | Zlato                                                                                            | Stříbro | Bronz                                                                                                |
| ---------------------- | ------------------------------------------------------------------------------------------------ | --- | --- |
| ZOH 2014 Soči          | Norsko (NOR) · Tora Bergerová · Tiril Eckhoffová · Ole Einar Bjørndalen · Emil Hegle Svendsen    | Česko (CZE) · Veronika Vítková · Gabriela Soukalová · Jaroslav Soukup · Ondřej Moravec                      | Itálie (ITA) · Dorothea Wiererová · Karin Oberhoferová · Dominik Windisch · Lukas Hofer              |
| ZOH 2018 Pchjongčchang | Francie (FRA) · Marie Dorinová Habertová · Anaïs Bescondová · Simon Desthieux · Martin Fourcade  | Norsko (NOR) · Marte Olsbuová · Tiril Eckhoffová · Johannes Thingnes Bø · Emil Hegle Svendsen               | Itálie (ITA) · Lisa Vittozziová · Dorothea Wiererová · Lukas Hofer · Dominik Windisch                |
| ZOH 2022 Peking        | Norsko (NOR) · Marte Olsbuová Røiselandová · Tiril Eckhoffová · Tarjei Bø · Johannes Thingnes Bø | Francie (FRA) · Anaïs Chevalierová-Bouchetová · Julia Simonová · Émilien Jacquelin · Quentin Fillon Maillet | Sportovci ROV (ROC) · Uljana Nigmatullinová · Kristina Rezcovová · Alexandr Loginov · Eduard Latypov |